# Мачіг Лабдрон
Мачі́г Лабдро́н (тиб. མ་གཅིག་ལབ་སྒྲོན་ , Вайлі: ma gcig lab sgron; інколи Ахдрон Чодрон (Ahdrön Chödron), тиб. ཨ་སྒྲོན་ཆོས་སྒྲོན་ Вайлі: A sgron Chos sgron) (1055—1149) — тибетська йогиня, засновниця школи Чод (тиб. གཅོད་, латиніз. gcod) — практики відсікання уподобань, заснованої на з'єднанні традицій
дзогчен та шаманських знань бон. Мачіг Лабдрон вважається дакінею, реінкарнацією Єше Цог'ял (згідно з традицією, факт її втілення був передбачений Падмасамбхавою) і визнається божеством, проявом Великої Матері Мудрості (Юм Ченмо) та Ар'я Тари, від якої вона отримувала вчення і посвяти.

Вчений Ньїнґма Кхенчен Палден Шераб Рінпоче стверджує, що традиція Чод, розроблена Мачіг Лабдрон, є «радикальним синтезом традиції Праджняпараміти та тантра Гуру-йоги, який „витинає“ Его».

Мачіг Лабдрон залишила після себе близько 80 томів повчань по практиці чод. Значна частина з них не дійшла до нащадків.